# Tocornalit
Tocornalit (Domeyko, 1867), chemický vzorec (Ag,Hg)I, je šesterečný(?) minerál.

Nazván podle: S. F. Tocornal, rektor univerzity v Santiagu, Chile.

## Morfologie
Tvoří celistvé a pórovité agregáty rozpadávající se na prach, také zrnitý.

## Vlastnosti
- Fyzikální vlastnosti: Je měkký, hustota 5,5 g/cm³.
- Chemické vlastnosti:
- Optické vlastnosti: Barva: světle nebo kanárkově žlutá, na světle rychle tmavne, nabíhá šedozeleně až černě. Vryp žlutý.

## Naleziště
Nalezen v Broken Hill na dole Proprietary (New South Wales, Austrálie) spolu s jodargyritem a cinabaritem, zaplňuje drobné dutinky v pórovité mase embolitu.